# Joniškėlis

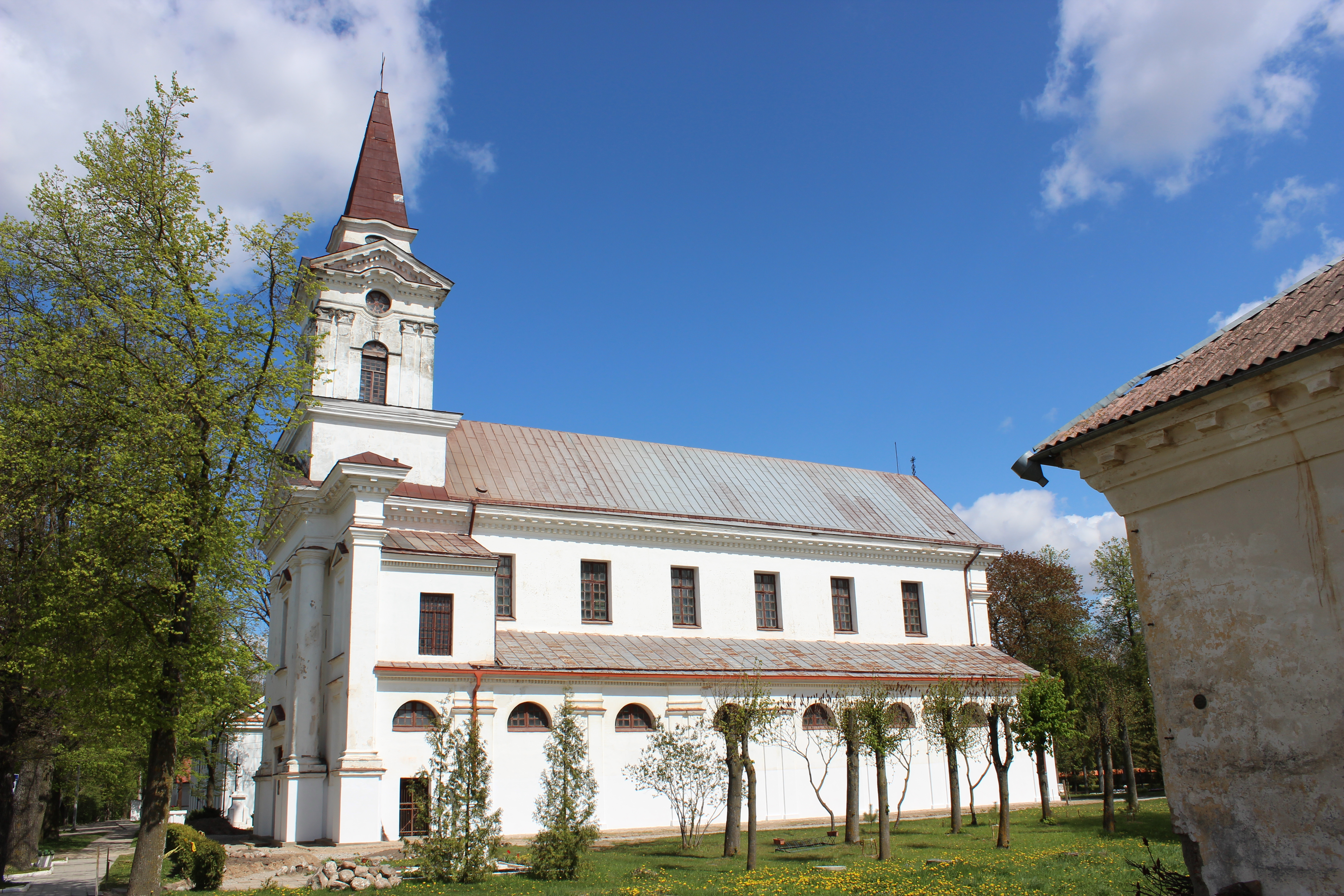
Dreifaltigkeitskirche Joniškėlis

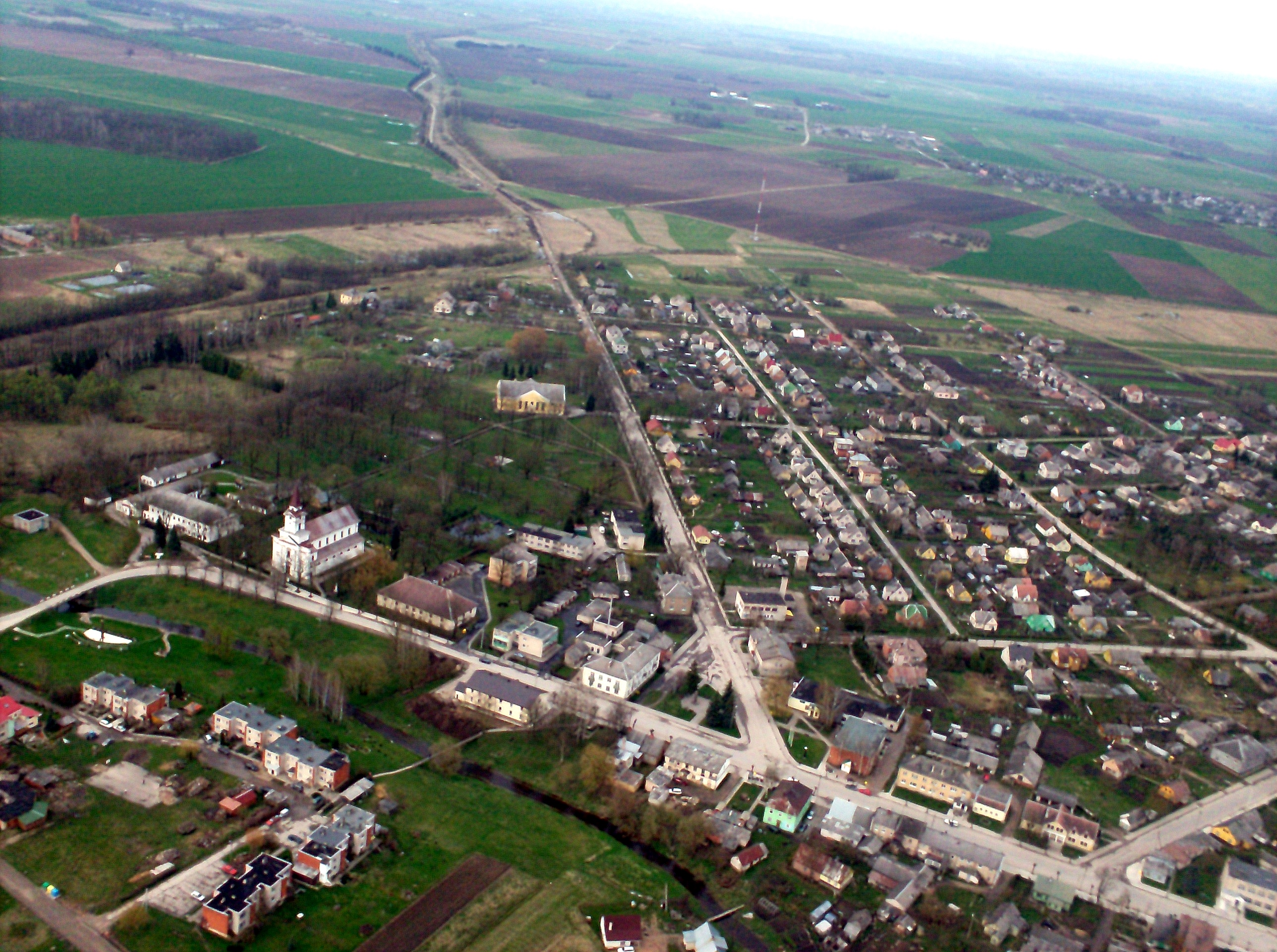
Joniškėlis von oben

Joniškėlis ist eine Stadt in der Rajongemeinde Pasvalys, nördlich der Fernstraße (Nr. 150) Šiauliai–Pakruojis–Pasvalys, 15 km westlich von Pasvalys. Es gibt ein Postamt, seit 1961 eine Mittelschule und seit 1899 die Agrarschule Joniškėlis, ein ehemaliges Agrartechnikum in Sowjetlitauen.
Die katholische Dreifaltigkeitskirche in Joniškėlis wurde von 1790 bis 1792 im klassizistischen Stil errichtet.

## Personen
- Romualdas Ozolas (1939–2015), Philosoph, Politiker
- Algirdas Dembinskas (* 1939), Psychiater
- Vida Stasiūnaitė (* 1953), Politikerin